# World Series of Snooker
De World Series of Snooker is een aanvulling op de bestaande WBPSA-tour. Het eerste seizoen loopt van juni 2008 tot mei 2009. Er wordt gespeeld met acht spelers per toernooi. op de zaterdag zijn de kwartfinales en op de zondag de halve finales en de finale op zondagavond.

## Winnaars
| Jaar    | Winnaar      | Nationaliteit |
| ------- | ------------ | ------------- |
| 2008/09 | Shaun Murphy | ENG           |
| 2009    |              |               |